# 佳西街道
佳西街道，是原中华人民共和国黑龙江省佳木斯市郊区下辖的一个乡镇级行政单位。佳政函【2016】29号文件将佳西街道撤销，各社区由郊区直辖。

## 行政区划
原佳西街道下辖以下地区：
松桦社区、亚麻社区、富强社区、黑锻社区、英俊社区、近乡社区、云环社区、西区社区、友谊社区、北方社区、新兴社区、起点社区和糖厂社区。